# Bienvenue à Bouchon

Bienvenue à Bouchon est un téléfilm français réalisé par Luc Béraud et diffusé le 10 mai 2011 sur France 3.

## Synopsis
Bouchon est un petit village perdu en France, ses habitants vivent sur les subventions européennes attribuées pour des projets qui n'ont jamais vu le jour. L'argent est distribué aux habitants qui ne travaillent plus. Pour subvenir aux besoins croissants des Bouchonnais, le maire invente de multiples projets, une bananeraie de 150 ha et une zone portuaire alors que la commune est à 350 km de la mer.
L’Union européenne envoie un représentant et un expert financier qui découvrent le pot-aux-roses. La commune est menacée de devoir rembourser toutes ces subventions. Mais, le représentant (Flapi) tombe amoureux de la secrétaire du maire et par amour pour elle, décide de résoudre le problème. Il donne l'idée au maire de demander l'indépendance de Bouchon. Le village part alors dans une folle épopée...

## Fiche technique
- Réalisation : Luc Béraud
- Scénario : Luc Béraud, Laure Balzan-Sorin et Bernard Stora
- Décors : Paul Mercieca
- Costumes : Pascaline Suty
- Photographie : Yves Lafaye
- Montage : Didier Vandewattyne
- Musique : Vincent Stora
- Distribution des rôles : Gérard Moulévrier
- Société de production : Nelka Films
- Producteurs : Nelly Kafsky ainsi que Yannick Labaye + Elyane Legrand pour France Télévisions
- Durée : 90 minutes
- Genre : Comédie
- Date de diffusion : 10 mai 2011 sur France 3

## Distribution
- Francis Perrin : Butin
- Yvan Le Bolloc'h : Flapi
- Élodie Frenck : Mademoiselle Odile
- Jean-Toussaint Bernard : Nicolas
- Davy Sardou : Jean-Damien Crouton
- Franck Adrien : Capitaine Cloche
- Thomas Chabrol : Le ministre
- Hélène Degy : Bérénice
- Armand Chagot : Riquet
- Jacques Buter : le colonel
- Christian Pereira : Tétard

## Lieu de tournage
Le téléfilm a été tourné en 2010 à Chambon-sur-Voueize dans la Creuse. Certaines scènes ont été tournées sur la région Lyonnaise, à la mairie de Rochetaillée-sur-Saône, et au centre culturel de Saint-Genis-Laval.